# Sandra of the Tuliphouse
|  | Denne artikel er oprettet af botten Steenthbot ud fra en ekstern database. Den kan derfor have sproglige fejl eller mangler. Denne skabelon kan fjernes efter kontrol af indholdet. |

Sandra of the Tuliphouse er en dansk eksperimentalfilm fra 2002 instrueret af Joachim Koester og Matthew Buckingham efter deres manuskript.

## Handling
Filmen tager udgangspunkt i fristaden Christiania. Historien fortælles gennem den fiktive hovedperson Sandra der midlertidigt slår sig ned i Fristaden og som udstyret med en ualmindelig stor nysgerrighed undersøger sine nye omgivelser.
Sandra fundere over hvad hun ser. Hendes refleksioner blandes med faktuelle informationer, historiske begivenheder, personlige erindringer og tilfældige dagligdags oplevelser: piratbyernes opståen og funktion i det 17 århundredets Europa, opfindelsen af heroin, begrebet 'Utopia', det danske flags historie, grunden til at mænds skjorter knappes venstre side over den højre, rocker krigen i 1980, lokale anekdoter fra Christiania, opera, rustninger, bjørne og digtet Beowulf. Ud fra disse emner konstruere Sandra sin egen version af Københavns og Danmarks historie.
Sandra's stemme ledsager filmens billedside i form af en næsten hypnotisk voice-over, og både filmens billeder og lydspor er karakteriseret af en forbavsende rigdom af detaljer og betydning. I begyndelsen virker de mange emner som Sandra springer frem og tilbage imellem som en tilfældig strøm af oplysninger og begivenheder. Men ved nærmere øjesyn viser det sig at hver eneste sekvens er forbundet i et fintmasket net af betydninger og del af en ligeså omhyggeligt spundet historie.
Med filmen Sandra of The Tuliphouse or How to Live in a Free State undersøger Matthew Buckingham og Joachim Koester de mekanismer hvor igennem historien skabes. De understreger hvordan en strengt linær og 'officiel' historie ikke nødvendigvis er den mest præcise og meningsfulde version. I stedet for skaber de, gennem Sandra, en alternativ model hvor mange forskellige historier eksisterer på samme tid. Historier som alle består af mere eller mindre tilfældige begivenheder filtreret gennem intuition, erindringer, følelser og personlige oplevelser.